# Аргимунд

Вестготское королевство в 586—711 годах

Аргимунд (лат. Argimundus; умер не ранее 589 или 590) — глава неудачного мятежа против короля вестготов Реккареда I в 589 или 590 году.

## Биография
Единственный современный Аргимунду нарративный источник — «Хроника» Иоанна Бикларийского. Мятеж Аргимунда — последнее описанное в ней событие.
О происхождении Аргимунда сведений в средневековых источниках не сохранилось. На основании ономастических данных делается вывод, что он мог быть свевом. Фразы, которые при описании Аргимунда использовал Иоанн Бикларийский, позволяют предположить, что тот был незнатного происхождения (возможно, даже рабского). Тем не менее к рубежу 580—590-х годов он обладал значительным влиянием при дворе короля Реккареда I, будучи дуксом (герцогом) одной из провинций Вестготского королевства (лат. provinciae dux) и служителем королевской спальни (лат. cubiculo cius; скорее всего, был кубикуларием). В силу полномочий своей первой должности Аргимунд распоряжался значительными военными силами и необходимыми для их финансирования средствами, а как один из наиболее высокопоставленных придворных управлял королевскими поместьями и имел многочисленных слуг (возможно, даже находившихся на его личном обеспечении воинов). О том, какой провинцией управлял Аргимунд, в сочинении Иоанна Бикларийского не сообщается. В качестве возможных называются Бетика, Галлеция, Карпетания, Карфагеника (лат. dux Carthaginiensis) и Лузитания.
В конце 589 года или начале 590 года Аргимунд возглавил заговор с целью свергнуть и убить Реккареда I. Новым монархом предполагалось провозгласить лидера мятежников. Причина недовольства Реккаредом I в сочинении Иоанна Бикларийского не указана. По одному мнению, в ответ на провозглашение на Третьем Толедском соборе 589 года государственной религией ортодоксального христианства, некоторые знатные персоны пожелали возвратить арианству статус единственного дозволенного вероисповедания в Вестготском королевстве. По другому мнению, заговор не был связан с религиозными вопросами того времени: мятежники могли мотивироваться исключительно личной заинтересованностью в достижении более высоких должностей при новом вестготском монархе. Однако заговорщики были изобличены ещё до того, как приступили к осуществлению своих планов. Сообщники Аргимунда были схвачены, подвергнуты пыткам и после признания своей вины казнены. По свидетельству Иоанна Бикларийского, лидера мятежников сначала пытали на дыбе и постригли, а затем отрубили правую руку и возили на осле по вестготской столице Толедо, чтобы показать другим недоброжелателям Реккареда I, что «слуги господина не должны преисполняться гордыней». Членовредительство как наказание для возможных узурпаторов престола в те времена было широко распространено на территории бывшей Римской империи. От римлян правители варварских королевств заимствовали и обычай возить государственных преступников по городу для всеобщего поругания. Дальнейшая судьба Аргимунда точно не известна: возможно, он вскоре умер от полученных увечий. Однако некоторые историки утверждали, что Аргимунд был казнён вместе с другими своими приспешниками: по одним данным, его обезглавили, по другим, ему перерезали горло.
По утверждению Ю. Б. Циркина, заговор Аргимунда имел особую опасность для короля Реккареда I, так как он возник «в самом дворе среди самых близких к королю вельмож». Такого же мнения придерживаются и другие историки. В пользу этого свидетельствует та жестокость, с которой были покараны мятежники: все они были казнены, в то время как наказание более ранних заговорщиков (например, участников возглавленного Сеггой и Сунной мятежа в Мериде в 587 году) в большинстве своём ограничивалось конфискацией имущества и ссылкой. Тем не менее, Д. Клауде считал, что мятеж Аргимунда «не смог серьёзно поколебать власть» Реккареда I.